# PAZ-652
PAZ-652 – mały autobus produkowany przez radziecką firmę PAZ w latach 1958–1968. Do napędu użyto silnika R6 o pojemności 3,5 l. Moc przenoszona była na oś tylną (4x2) poprzez 4-biegową manualną skrzynię biegów. Pojazd przewozić mógł 23 pasażerów na miejscach siedzących i 19 na miejscach stojących. 
Autobus PAZ-651 był następcą modelu PAZ-651. Oparty był na tych samych podzespołach mechanicznych ciężarówki GAZ-51A, w tym silnika, lecz zastosowano w nim nowoczesne samonośne wagonowe nadwozie. W 1964 roku model przeszedł modernizację - otrzymał wówczas nazwę PAZ-652B. Jego następcą, wywodzącym się z jego konstrukcji, był PAZ-672.

## Dane techniczne

### Silnik
- R6 3,5 l (3485 cm³), 2 zawory na cylinder, benzynowy, SV
- Układ zasilania: gaźnik
- Średnica cylindra × skok tłoka: 82,00 mm × 100,00 mm
- Stopień sprężania: 6,7:1
- Moc maksymalna: 90 KM przy 3600 obr./min
- Maksymalny moment obrotowy: b/d

### Osiągi
- Prędkość maksymalna: 80 km/h (załadowany)
- Średnie zużycie paliwa: 28,0 l / 100 km (przy 45 km/h)

### Inne
- Prześwit: 255 mm
- Pojemność zbiornika paliwa: 105 l
- Promień skrętu: 8,9 m